# Erik Erikson
Erik Homburger Erikson (15. junij 1902, Frankfurt, Nemčija, † 12. maj 1994, Harwich, Massachusetts, ZDA) je bil nemško-ameriški psihoanalitik, razvojni psiholog in vizualni umetnik, ki je pomembno zaznamoval področje psihologije s svojo teorijo psihosocialnega razvoja.
Njegovo delo je presegalo meje klasične psihoanalize, saj je bil prvi, ki je izrecno poudaril, da otroci niso zgolj biološki organizmi, temveč tudi produkt družbenih pričakovanj, kulturnih norm, predsodkov in prepovedi. Erikson je v psihologijo vpeljal danes zelo razširjen pojem »kriza identitete«, s čimer je opozoril na pomen notranjih konfliktov, ki jih posameznik doživlja v različnih obdobjih svojega življenja. Zaradi svojega interdisciplinarnega in humanističnega pristopa velja za enega najvplivnejših razvojnih psihologov 20. stoletja.

## Življenje
Erikova mati Karla Abrahamsen je izhajala iz ugledne judovske družine iz Københavna, poročila pa se je z judovskim borznim posrednikom Valdemarjem Isidorjem Salomonsenom. Po odtujitvi od moža je zanosila z Dancem, katerega identiteta še danes ni znana. Zaradi nosečnosti zunaj zakona je pobegnila v Frankfurt, kjer se je 15. junija 1902 rodil Erik, sprva s priimkom Salomonsen. Karla se je preselila v Karsruhe, se izučila za medicinsko sestro in se ponovno poročila s pediatrom Theodorjem Homburgerjem. Erik je prevzel njegov priimek, leta 1911 pa ga je Theodor tudi uradno posvojil. Starša sta mu dolgo prikrivala resnico o njegovem poreklu in mu trdila, da je Theodor njegov biološki oče. Resnico je izvedel šele v pozni mladosti, kar ga je globoko prizadelo in zaznamovalo.
Erik je imel svetle lase in modre oči, vzgojen pa je bil v judovski veri. Zaradi teh mešanih identitet je bil v osnovni šoli tarča posmeha.  Obiskoval je humanistično gimnazijo, kjer so ga najbolj zanimali predvsem predmeti, kot so zgodovina, latinščina in umetnost, ni pa pokazal splošnega zanimanja za šolo. Šolanje je nadaljeval na umetniški šoli, kar je bilo v veliko zadovoljstvo njegove mame, malo manj pa je bil z njegovo izbiro zadovoljen očim, ki si je želel, da gre Erik na medicino. Leto kasneje je študij opustil in se s prijatelji podal na potovanje po Evropi, natančneje po Nemčiji in Italiji.

## Začetki kariere
Erik se je na koncu zavedel, da nikoli ne bo postal poklicni umetnik, se vrnil v Karlsruhe in postal učitelj umetnosti. Peter Blos, prijatelj iz otroštva, je Eriksona pri 25 letih povabil na Dunaj, da bi poučeval umetnost na majhni šoli Burlingham-Rosenfeld. To šolo so obiskovali otroci premožnih staršev, ki so si bili blizu z Ano in Sigmundom Freudom. Leta 1927 ga je psihoanalitičarka Anna Freud povabila, da poučuje umetnost, zgodovina in geografijo na majhnem zasebnem šolskem zavodu na Dunaju ter ga hkrati spodbudila, da se začne ukvarjati s psihoanalizo in jo formalno študirati, saj je opazila njegov dober stik z otroki.
Na dunajskem psihoanalitičnem inštitutu je študiral psihoanalizo in se začel se je zanimati za zdravljenje otrok. Specializiral se je za otroško analizo in opravil usposabljanje pri Ani Freud. Hkrati je preučeval tudi metodo Montessori izobraževanja, ki se osredotoča na razvoj otroka in razvojna obdobja. Leta 1930 je objavil svojo prvo razpravo, preden je leta 1933 končal psihoanalitično usposabljanje in bil izvoljen v Dunajski psihoanalitični inštitut. Istega leta je emigriral v Združene države Amerike, kjer je v Bostonu opravljal otroško psihoanalizo in se pridružil Medicinski fakulteti Harvard. V tem času je spremenil svoje ime, in sicer iz Erik Homberger v Erik H. Erikson.

## Združene države Amerike
Erikson je zapustil Harvard leta 1936, da bi se pridružil Inštitutu za človeške odnose na Yaleu. Dve leti pozneje je začel s prvimi študijami o kulturnih vplivih na psihološki razvoj, pri čemer je delal z otroki iz plemena Sioux na rezervatu Pine Ridge v Južni Dakoti. Ta študija in poznejše delo z antropologom Alfredom Kroeberjem med Indijanci Yurok v severni Kaliforniji so nazadnje prispevali k Eriksonovi teoriji, da vse družbe vzpostavljajo institucije, ki posameznikom  omogočajo razvoj osebnosti. Vendar pa se rešitve za podobne razvojne izzive med različnimi kulturami razlikujejo, vsaka družba namreč oblikuje svoje, značilne odgovore na univerzalne človekove potrebe.
Leta 1939 je preselil svojo klinično prakso v San Francisco in leta 1942 postal profesor psihologije na Univerzi Kalifornije v Berkeleyju. V tem času je napisal eseje, ki so bili zbrani v knjigi Otroštvo in družba (1950), prvi večji razpravi o njegovih pogledih na psihosocialni razvoj.
Ko se je leta 1950 Univerza v Kaliforniji odločila, da bo zahtevala podpis zvestobe, Erikson tega ni želel storiti, zato je odstopil s svojega položaja in se istega leta pridružil centru Austen Riggs v Stockbridgeu v Massachusettsu.
Kljub temu, da ni imel doktorata, se je Erikson leta 1960 vrnil na Harvard kot profesor za razvoj človeka in predavatelj psihiatrije na Medicinski fakulteti Harvard, povabljen je bil tudi, da postane neuradni član Oddelka za družbene odnose. Tam je poučeval priljubljene predmete za dodiplomske in podiplomske študente o razvoju človeka.
V naslednjem desetletju je Erikson izdal tri knjige: Vpogled in odgovornost (1964), Identiteta, mladost in kriza (1968) in Gandijeva resnica (1969). Za slednjo je prejel Pulitzerjevo nagrado in nacionalno knjižno nagrado.
Erikson je leta 1960 prejel častni naziv AM (Artium Magister), leta 1978 pa častni naziv LLD (Legum Doctor). Leta 1970 se je upokojil kot profesor emeritus. Na seznamu 100 najpomembnejših psihologov 20. stoletja Ameriškega psihološkega združenja pa je uvrščen na 12. mesto.

## Zasebno življenje
Erikson je svojo partnerko, kanadsko plesalko po imenu Joan Serson, spoznal na šoli, kjer je sta oba poučevala. Poročila sta se leta 1930 in ostala skupaj do njegove smrti. Imela sta štiri otroke: Kai T. Erikson, Jon Erikson, Sue Erikson Bloland in Neil Erikson. Najstarejši sin Kai T. Erikson je ameriški sociolog, hči Sue pa integrirana psihoterapevtka in psihoanalitičarka.
Razvoj identitete je bil za Eriksona vse življenje ena osrednjih skrbi in ključna tema njegove teorije. V poznejših letih se je spominjal mladostne »zmedenosti glede identitete«, ki je bila po njegovih besedah »včasih na meji med nevrozo in adolescentno psihozo«. Po besedah njegove hčere se njegova »prava psihoanalitična identiteta« ni oblikovala, dokler ni opustil priimka očima Homburger in si sam izbral novo ime – Erikson. Spremembo je uradno uveljavil, ko je začel delati na univerzi Yale, priimek pa je nato prevzela vsa družina, ko so postali ameriški državljani. 
Umrl je 12. maja 1994 v Harwichu v Massachusettsu. Pokopan je na pokopališču prve kongregacijske cerkve v Harwichu.

## Teorija psihosocialnega razvoja
Erik Erikson je leta 1963 razvil stopenjsko teorijo o psihosocialnem razvoju osebnosti, v okviru katere je skušal povezati Freudovo teorijo psihoseksualnega razvoja s širšim razumevanjem telesnega, čustvenega in socialnega razvoja otroka.
V središče svoje teorije je postavil razvoj jaza oziroma identitete, pri čemer je posebno pozornost namenjal kulturnim in zgodovinskim dejavnikom, ki vplivajo na oblikovanje osebnosti. V svoji teoriji je upošteval antropološke podatke in številne biografije, intervjuje in osebne izkušnje. 
Osebnostne spremembe v življenju je opisal v osmih stopnjah psihosocialnega razvoja, ki si sledijo v določenem, nespremenljivem zaporedju. Vsaka stopnja predstavlja pomembno obdobje v človekovem življenju in zajema spremembe v razumevanju samega sebe kot člana družbe ter v odnosih z drugimi. Prehod čez vsako stopnjo zajema rešitev krize ali konflikta, ki predstavlja osrednji razvojni izziv tega obdobja.
Izkušnje, ki jih ima posameznik v tem obdobju z razvojno določenim problemom, pa močno vplivajo na njegovo osebnost za celo življenje. 
Vsaka stopnja je opisana kot nasprotje med najbolj pozitivno in najbolj negativno lastnostjo v določenem časovnem obdobju. Uspešna razrešitev krize pomeni uravnoteženje pozitivne in negativne lastnosti, pri čemer naj bi prevladovala pozitivna lastnost, a tudi negativna ima svojo vlogo in prispeva k celoviti osebnosti.
Vsak posameznik gre skozi vseh osem stopenj, ne glede na to, kako uspešno je razrešil posamezno krizo. Razvoj se ne more ustaviti, saj ga poganjata biološko dozorevanje in vse bolj zapletene zahteve okolja. Na vsaki stopnji se oblikuje del identitete glede na to, kako se razreši kriza – bodisi v pozitivno bodisi v negativno smer. Ti vidiki osebnosti so med seboj povezani, njihov razvoj pa je odvisen od razrešitve prejšnjih kriz.

### Osem stopenj psihosocialnega razvoja
| starostno obdobje         | psihosocialna kriza                   | uspešna razrešitev                                                          | neuspešna razrešitev                                                              |
| ------------------------- | ------------------------------------- | --------------------------------------------------------------------------- | --------------------------------------------------------------------------------- |
| prvo leto                 | zaupanje - nezaupanje                 | temeljni občutek varnosti, zaupanje                                         | tesnobnost, nezaupljivost do drugih, pomanjkanje samozaupanja                     |
| drugo leto                | samostojnost – dvom vase in sram      | zaupanje v svojo zmožnost nadzora lastnega telesa in obvladovanje pravil    | občutek nezmožnosti nadzora nad dogajanjem                                        |
| tretje do peto leto       | pobuda - občutki krivde               | zaupanje vase kot pobudnika in ustvarjalca                                  | občutki krivde; pomanjkanje želje po uveljavljanju lastnih zamisli                |
| šesto leto do adolescence | podjetnost - manjvrednost             | občutek obvladovanja temeljnih intelektualnih, telesnih in socialnih veščin | pomanjkanje samozaupanja, občutki neuspeha                                        |
| mladostništvo             | jasna identiteta - zmedena identiteta | jasna podoba sebe kot enkratne osebnosti                                    | nejasno in spreminjajoče se doživljanje sebe; občutek, da deli jaza niso povezani |
| zgodnja odralost          | intimnost - izolacija                 | zmožnost zbližanja in zaupanja drugim                                       | občutja osamljenosti; zanikanje potrebe po bližini                                |
| zrela odraslost           | ustvarjalnost - stagnacija            | osredotočenost na družino, družbo, bodoče generacije, onstran sebe          | razvajanje samega sebe, pomanjkanje usmerjenosti v prihodnost                     |
| starost                   | integriteta ega - obup                | temeljno zadovoljstvo z življenjem, občutek izpolnjenosti                   | razočaranje, občutek ničevosti življenja                                          |

### 1. Zaupanje – nezaupanje
V prvem letu življenja se razvija človekovo temeljno zaupanje, da je svet zanesljiv, varen in da se bodo stvari sčasoma uredile. Ključna izkušnja otroka v tem obdobju je, ali svet doživlja kot vir prijetnosti ali neprijetnosti.
Občutje temeljnega zaupanja se razvije, če so njegove telesne in čustvene potrebe po navezanosti, telesnem stiku, ljubezni in udobju nenehno zadovoljene ter so njegove izkušnje v odnosu s svetom v glavnem pozitivne. Otrok potrebuje občutek, da je svet stalen, predvidljiv in zanesljiv, ter pričakuje, da se bo ta nadaljeval tudi v prihodnosti. Če je skrb zanj nestalna, nedosledna ali nezadostna, ter če ima negativne izkušnje v odnosih, se lahko razvije temeljno nezaupanje.
To se kasneje odraža v nezaupljivem in odklonilnem odnosu do drugih. Neustrezna pa je tudi druga skrajnost, ko je oseba preveč zaupljiva in naivna.

### 2. Samostojnost (avtonomnost) – sram in dvom vase
V drugem letu življenja se začne otrok zavedati, da so njegove aktivnosti res njegove in ima možnost nadzora nad njimi, s tem pa tudi možnost izbire svojih dejavnosti. V tem obdobju se uči novih telesnih spretnosti, kot so plezanje, potiskanje, vlečenje, zadrževanje in izločanje ter prvih samostojnih opravil. Razvija se volja, ki je temelj za oblikovanje samostojnosti in sposobnosti izbire, še posebej, če starši oziroma skrbniki spodbujajo otrokovo raziskovanje in mu omogočajo določeno mero svobode. Otrokovi skrbniki imajo pomembno nalogo, da otroku zagotovijo ravnotežje med nadzorom in svobodo. Z ustrezno količino pravil in usmerjanja se otrok nauči samokontrole in primernih načinov izražanja svojih potreb in želja. Postopoma spoznava tudi, kdaj se je treba odpovedati vedenju, ki presega njegove zmožnosti ali ni družbeno sprejemljivo.
Preveč omejevanja, oviranja in kritike ali pretirano zaščitništvo do otroka v tem obdobju pa sproža v otroku sram, da ga lahko nadzorujejo in da se je preveč in prehitro razkril. Lahko razvije občutek, da so drugi boljši od njega in da je preveč odvisen od drugih. Previsoka pričakovanja lahko zatrejo njegovo voljo in pogum za soočanje z novimi izzivi. Preveč zahteven in nedojemljiv za kritiko pa postane otrok, ki ga premalo omejujejo, nadzorujejo in usmerjajo, zato je prav, da v tem obdobju spozna jasna pravila in izkusi tudi občutke sramu in dvoma.

### 3. Pobuda (iniciativa) – občutki krivde
Za obdobje od 3. do 5. leta je značilno, da je otrok zelo prodoren. Z glasnim govorjenjem vstopa v misli drugih, z radovednostjo raziskuje neznano, z odločnostjo in energijo dosega svoje cilje ter se intenzivno giblje v prostoru. Postavlja si prve načrte in jih skuša uresničiti, pri čemer pa njegove želje pogosto presegajo meje realnosti ali družbene sprejemljivosti. Razvija se vest, notranji glas, ki ga usmerja, opozarja in kaznuje, kar lahko privede do notranjih konfliktov. Glavni konflikt je usklajevanje otrokove pobude za samostojno delovanje z občutki krivde, ki se pojavijo kot posledica nezaželenih ali nepričakovanih učinkov njegovih dejanj.
Starši lahko pomembno prispevajo k zdravemu razvoju, če se na otrokove poskuse neodvisnosti odzivajo spodbudno, a hkrati njegove pobude usmerjajo v skladu z družbenimi normami, nezaželeno vedenje pa preusmerijo na socialno sprejemljivo področje. Tako se otroci naučijo postavljati cilje brez strahu pred občutki krivde, saj so usklajeni z realnostjo in zahtevami okolja. Na ta način se oblikujeta ambicioznost in notranja motivacija za dosežke. Če pa starši otrokove pobude pogosto zavračajo, jih kritizirajo ali otroka ob neuspehih ponižujejo, se lahko razvijejo močni občutki krivde. Ti zavrejo otrokovo željo po izražanju lastnih zamisli in sposobnosti ter omejijo njegovo samozavest pri samostojnem delovanju.

### 4.	Podjetnost (marljivost) – manjvrednost
Med 6. in 12. letom otrokom igra ne zadostuje več za občutek izpolnjenosti – vse bolj si želijo dokazati, da so zmožni opravljati naloge, ki jih povezujejo s svetom odraslih. Pripravljeni so se truditi, vztrajati in vlagati napor, da bi se izkazali kot sposobni in uspešni.
Razvija se občutek za delitev dela, za sodelovanje z drugimi in obvladovanje šolskih spretnosti. Otroci si prizadevajo obvladati vse, česar se lotijo – tako na področju učenja, v odnosih z vrstniki kot tudi pri spoštovanju pravil. Potrebujejo usmerjeno podporo in spodbudno vodstvo odraslih, da bi lahko usvajali znanja in veščine, ki jih sami morda ne bi odkrili, še posebej tista, ki so uporabna, smiselna in povezana z realnim življenjem. Tako dobijo občutek, da sodelujejo v svetu odraslih.
Pri otrocih, ki doživljajo uspehe in se ob primerjanju z vrstniki počutijo zadovoljni s svojimi dosežki, se razvijejo delavnost, marljivost in podjetnost. Počutijo se kompetentni, torej, da so zmožni obvladati pomembne spretnosti in dokončati zastavljene naloge. Nasprotno pa se ob ponavljajočih se neuspehih, bodisi v šoli bodisi v odnosih, začne oblikovati občutek manjvrednosti. Če v njihovi okolici ni nikogar, ki bi prepoznal in negoval njihove sposobnosti, se ne naučijo ceniti svojega dela, ne razvijejo ponosa na to, kar znajo, in zato v delu ne najdejo zadovoljstva, pogosto se mu zato raje izognejo.

### 5.	Jasna identiteta – identiteta zmeda
Obdobje adolescence je za mladostnike pogosto izjemno težko, saj se hkrati soočajo z velikimi telesnimi spremembami, novimi družbenimi pričakovanji in vprašanjem, kaj bodo počeli v življenju. Vse te spremembe mora mladostni z vsemi svojimi dotedanjimi izkušnjami povezati v trden občutek jaza (identitete).
V tem obdobju mladostnik raziskuje, kaj ga dela edinstvenega, kdo je, kaj zna in katera vloga bi mu najbolj ustrezala v prihodnosti. Uspešna razrešitev te krize se izraža v oblikovanju jasne identitete, torej, da mladostnik razvije zavedanje o tem, kdo je in kakšna je njegova vloga v okolju. To mu omogoča samozavesten prehod v odraslost, zaznamovan z občutkom lastne vrednosti, samospoštovanjem ter sposobnostjo oblikovanja tesnih in stabilnih odnosov. Obenem se razvijajo občutki dolžnosti, zvestobe, pristnosti in predanosti.
Če pa mladostnik ne uspe oblikovati koherentne identitete, se lahko pojavi identitetna zmeda. Ta se izraža v občutku izgubljenosti, nejasnosti glede lastnega mesta v družbi ali v prevzemanju neustreznih, celo škodljivih vlog – kot so deviantno vedenje, zasvojenost ali težave pri vzpostavljanju bližnjih odnosov v odraslosti. Pomembno vlogo pri razvoju identitete ima vrstniška skupina, katere pomen v tem obdobju močno naraste, medtem ko se vpliv odraslih zmanjšuje. Vrstniki mladostniku pomagajo oblikovati zrele odnose in razjasniti, kdo v resnici je.
Nekateri mladostniki, ki se bojijo izgubiti lastno identiteto, so zelo nestrpni in kruti do vseh drugačnih od sebe, saj drugačnost doživljajo kot grožnjo svojemu občutku jaza. Identitetna zmeda se lahko kaže tudi v negativni identiteti, ko mladostnik ravna ravno nasprotno od pričakovanja odraslih, da bi dokazal svojo neodvisnost, pozablja, da je prav tako odvisen od njih. Brez njih, kot nasprotja, izgubi svojo identiteto. 
Za zdravo oblikovanje identitete je ključno, da mladostnik svojo vlogo uskladi s svojimi željami, vrednotami, temperamentom in sposobnostmi. Sestavni deli njegove identitete morajo biti doživeti kot pristni, lastni in resnični, ne pa kot vsiljeni ali umetni.

### 6.	Intimnost (pristnost) – izolacija (strah pred izgubo jaza)
Krizi identitete sledi v zgodnji odrasli dobi (približno med 20. in 30. letom) kriza intimnosti. Šele ko ima človek dobro oblikovano identiteto, lahko vzpostavlja prave intimne odnose na telesni, intelektualni, čustveni in duhovni ravni bodisi v romantičnih ali prijateljskih odnosih. V ospredju tega obdobja je oblikovanje tesnih, trajnih odnosov z drugimi, tudi če ti odnosi zahtevajo prilagajanje, trud in včasih odrekanje.
Težave v tem obdobju puščajo občutja osamljenosti in strah pred bližino npr. strah pred možnostjo izgube jaza, ko se je treba predati spolni združitvi. To vodi izogibanje intimnosti, saj približevanje občutijo kot preveč boleče in nevarno, zato se oblikuje občutek izoliranosti. Uspešna razrešitev krize pa je v zmožnosti oblikovanja intimnih, ljubečih odnosov in tesnih prijateljstev.

### 7.	Ustvarjalnost – stagnacija
V zreli odrasli dobi, ki se začenja med 30. in 40. letom, človek potrebuje občutek, da je koristen, da prispeva k nečemu večjemu od sebe ter da je ponosen na svoje dosežke. V ospredju je skrb  za družino, skupnost, delo in družbo kot celoto ter ustvarjalnost, ki omogoča napredek in prihodnost naslednjim generacijam.
Uspešna razrešitev krize vodi k pozitivnemu občutju o nadaljevanju življenja, k zadovoljstvu, ker skupnost ocenjuje njihova prizadevanja za vredna. Težave pa vodijo k občutjem  nepomembnosti lastne dejavnosti, občutjem stagnacije in k pomanjkanju potrebe po nadaljnjem razvoju. Takšen posameznik sebe postavi v središče zanimanja in veliko energije vlaga v skrb zase. Če oseba ni uspešno razrešila krize identitete, lahko ponovno začne iskati ustrezen poklic.

### 8.	Integriteta ega – obup
Po 65. letu nastopi kriza integritete, kriza soočanja s koncem življenja. Človek se zave svoje minljivosti in išče smisel preživetega življenja. Postavlja si vprašanja o vrednosti svojega življenja. Uspešno razrešena kriza se kaže v občutku dopolnjenosti in dovršenosti lastnega življenja, neuspešno razrešena pa v obžalovanju, kaj vse bi lahko naredili, pa niso, v obžalovanju nad izgubljenimi življenjskimi možnostmi, v razočaranju nad drugimi, svetom in samim seboj.

### Kritika Eriksonove teorije psihosocialnega razvoja
Kritiki menijo, da se je Erikson preveč osredotočal na idejo, da je treba te stopnje zaključiti zaporedno in da se pojavljajo samo v starostnih obdobjih, ki jih predlaga. Prav tako opozarjajo, da je Erikson kot model pri oblikovanju razvojnih stopenj uporabil povprečnega evropskega ali ameriškega moškega. 

## Izbrana dela
- Childhood and Society (1950)
- Young Man Luther. A Study in Psychoanalysis and History (1958)
- Identity: Youth and Crisis (1968)
- Gandhi's Truth: On the Origin of Militant Nonviolence (1969)
- Adulthood (1978)
- Vital Involvement in Old Age (skupaj z J.M. Erikson in H. Kivnick, 1986)
- The Life Cycle Completed: A Review (1982) in Vital Involvement in Old Age (1986) (skupaj z J.M. Erikson, 1987)
- A Way of Looking at Things (1987)